# Rhinella mirandaribeiroi
Rhinella mirandaribeiroi é uma espécie de anfíbio da família Bufonidae. Ocorre na Bolívia, no departamento de Santa Cruz, e no Brasil, em áreas de Cerrado nos estados da Bahia, Maranhão, Mato Grosso, Mato Grosso do Sul, Minas Gerais, Pará, Piauí, Amazonas e Rondônia.
Considerada como sinônimo de Rhinella granulosa foi revalidada à categoria de espécie distinta em 2009.